# Glenea albolineosa
Glenea albolineosa é uma espécie de besouro da família Cerambycidae. Foi descrito por Stephan von Breuning em 1956.